# Tipula auricularis
Tipula auricularis är en tvåvingeart som beskrevs av Alexander 1942. Tipula auricularis ingår i släktet Tipula och familjen storharkrankar. Inga underarter finns listade i Catalogue of Life.